# سیارک ۲۱۷۷۰
سیارک ۲۱۷۷۰ (به انگلیسی: 21770 Wangyiran، نامگذاری:1999RF211) بیست و یک هزار و هفتصد و هفتادمین سیارک کشف شده‌است که در ۸ سپتامبر ۱۹۹۹ کشف شد.
قدر مطلق سیارک برابر ۱۵.۵ است.